# Дівчинко, хочеш зніматися в кіно?
«Дівчинко, хочеш зніматися в кіно?» (рос. «Девочка, хочешь сниматься в кино?») — російський радянський художній фільм режисера Адольфа Бергункера, вийшов на екрани в 1977 році.

## Зміст
Коли маленькій третьокласниці запропонували зніматися в кіно, вона відповіла відмовою, бо дуже переживала через загибель матері в автокатастрофі. Та батько вирішив, що доньці потрібно якнайшвидше вибратися зі стану депресії. Він приводить її на студію, де атмосфера зйомок повертають дівчинку до життя і вона втягується в акторські будні.

## Ролі
- Марина Бугакова — Інга
- Микола Волков-мол. — батько Інги, Василь Прокопович, лікар
- Валентин Гафт — режисер Павло
- Тетяна Кіслярова — Вікторія Сергіївна, помічник режисера по акторах
- Валерій Кравченко — оператор
- Ада Роговцева — актриса Віра Федорівна, що грає у фільмі роль матері Інги
- Любов Соколова — мати Віри, колишня партизанка-санітарка на війні
- Олена Ставрогіна
- Марина Трегубович — Лелька, подружка Інги
- Наталія Четверикова — малярша-«подруга», «художниця по каруселі»
- Ігор Боголюбов — перехожий
- Любов Віролайнен — мама Інги, лікар «швидкої допомоги», загинула в автоаварії
- Ігор Єфімов — глядач
- Олексій Кожевников — адміністратор знімальної групи
- Герман Колушкін — пацієнт
- Валентина Кособуцька — костюмерша
- Антоніна Максимова
- Валерій Смоляков
- Микола Федорцов — власник собаки
- Елеонора Казанська

## Знімальна група
- Режисер: Адольф Бергункер
- Автор сценарію: Юрій Яковлєв
- Оператор: Олег Куховаренко
- Художник: Ігор Вускович

## Факти
Юрій Яковлєв згадував як народився задум цього фільму:

У 1970 році режисер А. Жебрюнас знімав за моїм сценарієм фільм «Красуня». Для зйомки фільму вибрали дівчинку, але вона відмовилася. Дівчинка всім дуже сподобалася, і її вмовили зніматися. У перервах між роботою я багато розмовляв з нею, її звали Інга - це так і залишилося у фільмі. Дізнався її історію, і вийшло так, що розказане нею стало основою мого фільму «Дівчинка, хочеш зніматися в кіно?»